# 12 Heures de Sebring 1983
Navigation
Édition précédente Édition suivante
Les 12 Heures de Sebring 1983 sont la 31e édition de l'épreuve et la 3e manche du championnat IMSA GT 1983. Elles ont été remportées le 19 mars 1983 par la Porsche 935 no 9 pilotée par Wayne Baker, Jim Mullen et Kees Nierop.

## Circuit

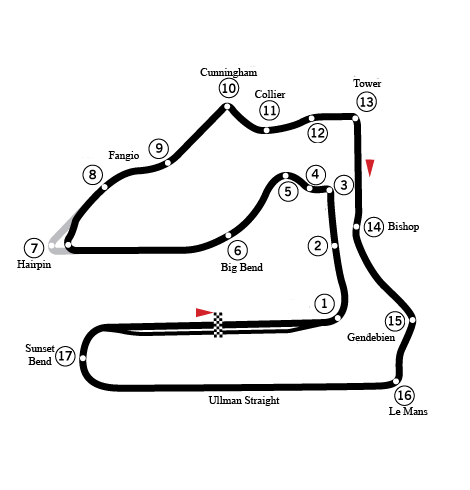
Le Sebring International Raceway, cadre des 12 Heures de Sebring 1983.

Les 12 Heures de Sebring 1983 se déroulent sur le Sebring International Raceway situé en Floride. Il est composé de deux longues lignes droites, séparées par des courbes rapides ainsi que quelques chicanes. Le tracé actuel diffère de celui de l'époque. Ce tracé a un grand passé historique car il est utilisé pour des courses automobiles depuis 1950. Ce circuit est célèbre car il a accueilli la Formule 1.

## Résultats
Voici le classement au terme de la course.
- Les vainqueurs de chaque catégorie sont signalés par un fond jauni.

| 1            | GTO | 9  | Personalized Autohaus            | Wayne Baker Jim Mullen Kees Nierop                          | Porsche 934             | 231 |
| 2            | GTP | 5  | Bob Akin Motor Racing            | Bob Akin Dale Whittington (en) John O’Steen                 | Porsche 935K3/80        | 231 |
| 3            | GTP | 86 | Bayside Disposal Racing          | Hurley Haywood Al Holbert                                   | Porsche 935/80          | 229 |
| 4            | GTO | 61 | Vista Racing                     | Don Courtney Luis Sereix Brent O'Neill                      | Chevrolet Monza         | 227 |
| 5            | GTP | 22 | Nimrod Racing                    | Reggie Smith Lyn St. James Drake Olson                      | Nimrod NRA/C2           | 224 |
| 6            | GTU | 66 | Mike Meyer Racing                | Jack Dunham Jeff Kline Jon Compton                          | Mazda RX-7              | 224 |
| 7            | GTO | 65 | Manuel Villa                     | Luis Gordillo Manuel Villa Chiqui Soldevilla                | Porsche Carrera RSR     | 224 |
| 8            | GTU | 82 | Trinity Racing                   | Joe Varde Jack Baldwin John Casey                           | Mazda RX-7              | 223 |
| 9            | GTO | 01 | Marketing Corporation of America | John Morton Tom Klausler                                    | Ford Mustang            | 222 |
| 10           | GTO | 35 | Pegasus Racing                   | Al Leon Paul Gilgan Wayne Pickering                         | Porsche Carrera RSR     | 222 |
| 11           | GTP | 12 | Henn's Swap Shop Racing          | Don Whittington Bill Whittington                            | Porsche 935K3           | 218 |
| 12           | GTP | 3  | Grid Motor Racing                | Skeeter McKitterick Milt Minter                             | Grid Plaza S1           | 216 |
| 13           | GTU | 37 | Burdsall Welter                  | Peter Welter Tom Burdsall Nort Northam                      | Mazda RX-7              | 216 |
| 14           | GTU | 23 | Roe Selby                        | Tim Selby Earl Roe                                          | Porsche 911             | 210 |
| 15           | GTO | 83 | R & H Racing                     | Rainer Brezinka Rudy Bartling Roger Schramm                 | Porsche Carrera RSR     | 204 |
| 16           | GTU | 92 | Kent Racing                      | Lee Mueller Terry Visger                                    | Mazda RX-7              | 204 |
| 17           | GTU | 63 | RGP 500 Racing                   | Jim Downing John Maffucci Chuck Ulinski                     | Mazda RX-7              | 204 |
| 18           | GTU | 11 | Paul Goral                       | Paul Goral Larry Figaro Peter Uria                          | Porsche 911             | 202 |
| 19           | GTO | 69 | Hiram Cruz Racing                | Mandy Gonzalez Hiram Cruz                                   | Porsche 934             | 201 |
| 20           | GTU | 90 | 901 Shop                         | Mike Schaefer Doug Zitza Jack Refenning                     | Porsche 911             | 198 |
| 21           | GTO | 06 | Juan Lopez                       | Juan Lopez Luis Mendez                                      | Porsche Carrera         | 192 |
| 22           | GTO | 89 | Taca El Salvador                 | Enrique Molins Eduardo Barrientos Eduardo Galdamez          | Porsche Carrera RSR     | 188 |
| 23           | GTU | 27 | Scuderia Rosso                   | Jim Fowells Ray Mummery Steve Potter                        | Mazda RX-7              | 187 |
| 24           | GTO | 14 | Oftedahl Racing                  | Carl Shafer Carlos Ramirez Mike Meldeau                     | Pontiac Firebird        | 185 |
| 25           | GTU | 68 | Jack Rynerson                    | Jack Rynerson Van McDonald Chris Wilder                     | Porsche 911             | 183 |
| 26           | GTO | 57 | Dave Heinz Racing                | Dave Heinz Jerry Thompson Paul Gentilozzi                   | Chevrolet Camaro        | 181 |
| 27           | GTO | 03 | Bob's Speed Products             | Bob Lee Timothy Lee Gary Myers                              | Ford Maverick           | 180 |
| 28           | GTU | 91 | Bryant & Graham Racing           | Charles Bryant Alex Priest Mike Guido                       | BMW 2002                | 178 |
| 29           | GTU | 30 | Case Racing                      | Ron Case Craig Case Dave Pannacione                         | Porsche 911             | 173 |
| 30           | GTU | 51 | Red Roof Inns                    | Doug Carmean Don Herman                                     | Mazda RX-7              | 167 |
| 31           | GTO | 58 | Brumos Racing                    | Deborah Gregg Kathy Rude Bonnie Henn                        | Porsche 924 Carrera     | 165 |
| 32           | GTO | 96 | Weld Fixturing                   | Phil Byrd Freddy Baker Robert Kirby                         | Porsche Carrera RSR     | 162 |
| 33           | GTU | 42 | Gary Wonzer                      | Gary Wonzer Bill Bean Buzz Cason                            | Porsche 911             | 162 |
| 34           | GTO | 4  | Stratagraph                      | Billy Hagan Gene Felton Sam Moses Lloyd Frink               | Chevrolet Camaro        | 153 |
| 35           | GTU | 04 | Di Lella Racing                  | Vince DiLella Manuel Cueto                                  | Porsche 911             | 152 |
| 36           | GTO | 79 | Whitehall Promotion              | Tom Winters Bob Bergstrom Peter Dawe                        | Porsche 924 Carrera GTR | 148 |
| 37           | GTO | 18 | Diehl Hi-Pro                     | Carmen Lista David Marks Roy Newsome Bobby Diehl            | Chevrolet Camaro        | 140 |
| 38           | GTU | 76 | Hi Fi Hospital                   | Timothy Lee Al White Irwin Ayes                             | Ford Capri              | 140 |
| 39           | GTO | 15 | DL Performance Engineering       | Doug Lutz Mike Brummer Larry Connor                         | Porsche Carrera RSR     | 139 |
| 40           | GTU | 87 | Donald Flores                    | Robert Gottfried Tom Turner Donald Flores                   | Porsche 911             | 131 |
| 41           | GTO | 33 | Karl Keck                        | Karl Keck Bill McDill Robert Whitaker                       | Chevrolet Corvette      | 128 |
| 42           | GTU | 75 | Bryant & Graham Racing           | Cameron Worth Alan Crouch Janis Taylor                      | Ford Pinto              | 127 |
| 43           | GTU | 52 | TFC Racing                       | Dick Gauthier Tom Cripe Ron Collins Bill McVey              | Porsche 911             | 67  |
| Abandons     |     |    |                                  |                                                             |                         |     |
| 44           | GTP | 10 | Cooke Racing                     | Ralph Kent-Cooke Jim Adams Josele Garza                     | Lola T600               | 221 |
| 45           | GTO | 7  | Racing Beat                      | Pete Halsmer Rick Knoop                                     | Mazda RX-7              | 199 |
| 46           | GTU | 93 | Foreign Exchange                 | John Higgins James King Chip Mead                           | Porsche 911             | 175 |
| 47           | GTU | 60 | Team Morrison                    | Jim Cook Steve Dietrich Al Bacon                            | Mazda RX-7              | 168 |
| 48           | GTU | 95 | Ned Skiff                        | Ned Skiff Jim Leo                                           | Renault 12              | 159 |
| 49           | GTO | 19 | Van Every Racing                 | Lance Van Every Ash Tisdelle                                | Porsche Carrera RSR     | 153 |
| 50           | GTO | 02 | Marketing Corporation of America | Ronnie Bucknum John Bright                                  | Ford Mustang            | 153 |
| 51           | GTP | 24 | Pegasus III Racing               | Marion Speer Ken Madren Ray Ratcliff                        | Porsche 935 JLP-2       | 145 |
| 52           | GTO | 49 | OMR Engines                      | Hoyt Overbagh Peter Kirill Paul Romano                      | Chevrolet Monza         | 145 |
| 53           | GTO | 13 | Oftedahl Racing                  | Paul Fassler Steve Pope Carl Shafer                         | Pontiac Firebird        | 142 |
| 54           | GTO | 36 | Herman + Miller P+A              | Paul Miller Jim Busby Ron Grable                            | Porsche 924 Carrera     | 132 |
| 55           | GTP | 16 | Hinze Fencing                    | Marty Hinze Randy Lanier Terry Wolters                      | March 82G               | 128 |
| 56           | GTO | 28 | Overby's                         | Robert Overby Don Bell Chris Doyle                          | Chevrolet Camaro        | 127 |
| 57           | GTP | 09 | Henn's Swap Shop Racing          | Derek Bell Michael Andretti John Paul junior                | Porsche 935L            | 125 |
| 58           | GTP | 8  | Shelton Ferrari                  | Steve Shelton Tom Shelton                                   | Ferrari 512BB           | 120 |
| 59           | GTP | 44 | Group 44                         | Bob Tullius Bill Adam                                       | Jaguar XJR-5            | 95  |
| 60           | GTO | 34 | Drolsom Racing                   | George Drolsom Steve Cohen William Gelles                   | Porsche 924 Carrera     | 94  |
| 61           | GTO | 26 | Centurion Leasing                | Tom Nehl Nelson Silcox Patty Moise                          | Chevrolet Camaro        | 92  |
| 62           | GTP | 21 | Nimrod Racing                    | Victor Gonzalez Drake Olson                                 | Nimrod NRA/C2           | 85  |
| 63           | GTP | 05 | T & R Racing                     | Tico Almeida Modèle:VEN-1954-d Ernesto Soto                 | Porsche 935M16          | 82  |
| 64           | GTO | 99 | Londoño Bridge Racing            | Gustavo Londoño Carlos Munoz Hugo Gralia                    | Porsche Carrera RSR     | 81  |
| 65           | GTO | 20 | Paul Canary Racing               | Paul Canary Jim Sanborn                                     | Pontiac Firebird        | 78  |
| 66           | GTP | 77 | Z & W Enterprises                | Pierre Honegger Walt Bohren                                 | Mazda GTP               | 61  |
| 67           | GTO | 64 | Marcus Opie                      | Marcus Opie Tim Morgan Grant Bradley                        | Chevrolet Corvette      | 59  |
| 68           | GTU | 78 | Der Klaus Haus                   | Klaus Bitterauf Vicki Smith Scott Flanders                  | Porsche 911             | 59  |
| 69           | GTO | 28 | Air Florida                      | Francisco Miguel Arnoldo Kreysa Albert Naon                 | BMW M1                  | 58  |
| 70           | GTU | 38 | Mandeville Auto Tech             | Roger Mandeville Amos Johnson Danny Smith                   | Mazda RX-7              | 56  |
| 71           | GTO | 54 | Daniel Vilarchao                 | Reynaldo Fernandez Daniel Vilarchao                         | Chevrolet Camaro        | 56  |
| 72           | GTO | 6  | Shafer Motor Racing              | Craig Shafer George Shafer Joe Maloy                        | Chevrolet Camaro        | 55  |
| 73           | GTP | 74 | Mark Wagoner                     | Del Russo Taylor Larry Figaro                               | Chevron GTP             | 53  |
| 74           | GTP | 12 | The Cummings Marque              | Don Cummings Craig Rubright Charles Gano                    | Chevrolet Monza         | 50  |
| 75           | GTP | 25 | Red Lobster Racing               | Dave Cowart Kenper Miller Mauricio de Narváez               | March 82G               | 46  |
| 76           | GTU | 31 | Pegasus Racing                   | Jack Griffin John Zouzelka                                  | Porsche 914/4           | 38  |
| 77           | GTO | 50 | Latino Racing                    | Kikos Fonseca Tato Ferrer Diego Febles                      | Porsche Carrera RSR     | 36  |
| 78           | GTU | 08 | Diehl Hi Pro Enterprises         | Bobby Diehl Roy Newsome                                     | Mazda RX-7              | 29  |
| 79           | GTP | 39 | Holly Racing                     | John Gunn Ricardo Londoño                                   | Phoenix JG1             | 26  |
| 80           | GTO | 40 | Bieri Racing                     | Uli Bieri Matt Gysler Duff Hubbard                          | BMW M1                  | 21  |
| 81           | GTO | 07 | Londoño Bridge Racing            | Fred Flaquer Gustavo Londoño Ricardo Londoño Rene Rodriguez | Porsche Carrera RSR     | 21  |
| 82           | GTP | 17 | Dingman Bros. Racing             | Billy Dingman Roger Bighouse                                | Chevrolet Corvette      | 11  |
| 83           | GTP | 47 | Dingman Bros. Racing             | Bill Whittington Pepe Romero Doc Bundy                      | March 83G               | 8   |
| 84           | GTO | 62 | Bill Nelson                      | Bill Nelson Dale Kreider Lojza Vosta                        | Pontiac Firebird        | 1   |
| Non-partants |     |    |                                  |                                                             |                         |     |
| 85           | GTP | 2  | Hinze Fencing                    | Marty Hinze Randy Lanier Terry Wolters                      | Porsche 935             |     |
| 86           | GTO | 63 | Superior Racing Team             | Raul Garcia Eugenio Matienzo                                | Chevrolet Camaro        |     |
| 87           | GTU | 80 | Hallet Motor Racing Circuit      | Anatoly Arutunoff José Marina                               | Lancia Stratos          |     |